# Ріхард Зорге (роз'їзд)
55°44′15″ пн. ш. 124°56′10″ сх. д. / 55.7375° пн. ш. 124.93611111111° сх. д.
Ріхард Зорге (рос. Рихард Зорге) — роз'їзд Тиндинського регіону Далекосхідної залізниці Росії, розміщений на дільниці роз'їзд Бестужево — Нерюнгрі-Пасажирська між станцією Могот і роз'їздом Якутський.
Названий на честь радянського розвідника Ріхарда Зорге.